# Amtsgericht Bad Oldesloe

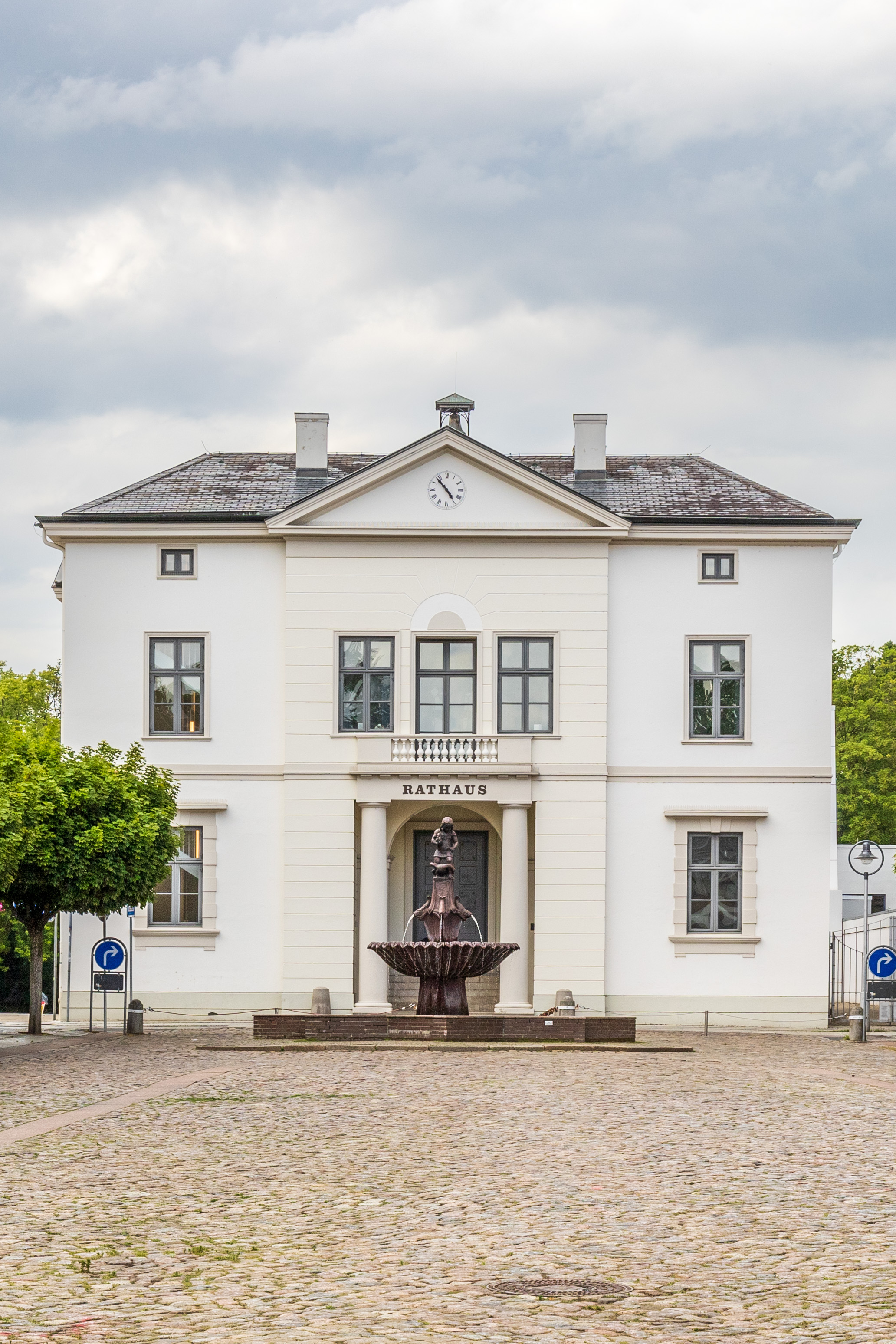
Rathaus Bad Oldesloe, erster Sitz des Amtsgerichtes

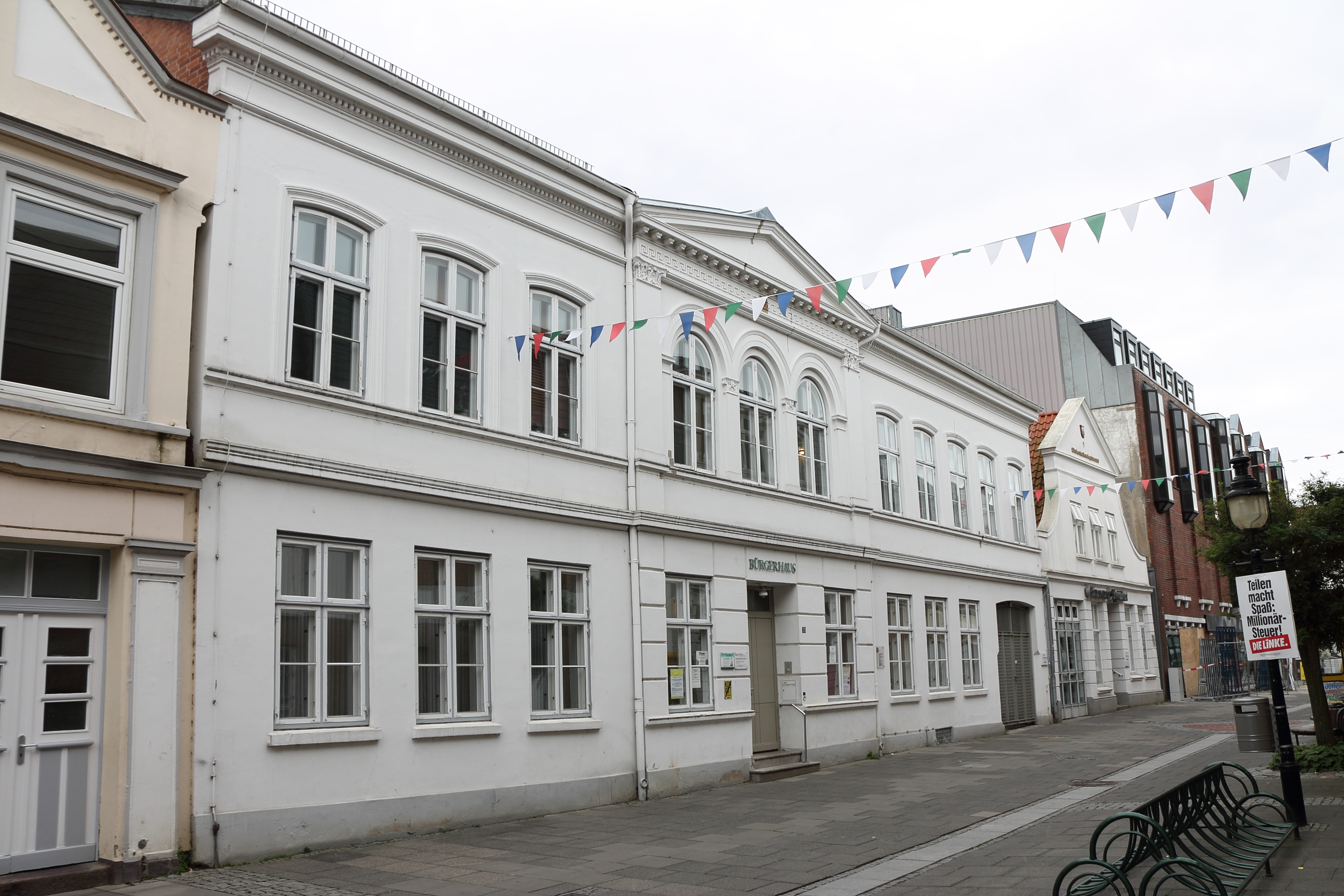
Mühlenstraße 22, Sitz des Amtsgerichtes 1952 bis 1965

Das Amtsgericht Oldesloe (ab 1910: Amtsgericht Bad Oldesloe) war ein deutsches Amtsgericht mit Sitz in Bad Oldesloe.

## Geschichte
Mit der Annexion Schleswig-Holsteins wurden 1867 in der nunmehr preußischen Provinz fünf Kreisgerichte und das übergeordnete Appellationsgericht Kiel eingerichtet. Als Eingangsgerichte wurden Amtsgerichte geschaffen, darunter das Amtsgericht Oldesloe als eines von 13 Amtsgerichten des Kreisgerichts Altona. Den Gerichtssprengel bildete die Stadt Oldesloe, das Traventhaler Amtsdorf Schlamersdorf, die Güter Blumendorf, Fresenburg, Grabau, Höltenflinken, Hohenholz, Krombeck, Schulenburg, Rütschau (außer der kleinen Rönnauer Enklave), Tralau, die lübschen Stadtstiftsdörfer Barkhorst und Pölitz und die Trittauer Dörfer Neritz, Rümpel und Rohlfshagen.
Mit dem Inkrafttreten des deutschen Gerichtsverfassungsgesetzes am 1. Oktober 1879 wurden reichsweit einheitlich Amts-, Land- und Oberlandesgerichte geschaffen. Das Amtsgericht Oldesloe blieb bestehen und war nun dem Landgericht Altona nachgeordnet. Sein Gerichtsbezirk umfasste nun aus dem Kreis Stormarn den Stadtbezirk Oldesloe, die Gemeindebezirke Barkhorst, Neritz, Pölitz, Rohlfshagen, Rümpel, Schlamersdorf, Schmachthagen, Sühlen und Vinzier sowie die Gutsbezirke Blumendorf, Fresenburg, Grabau, Hohenholz, Höltenklinken, Krummbek, Rütschau, Schulenburg und Tralau. Hinzu kam aus dem Kreis Segeberg die Gemeindebezirke Oering, Seth und Sülfeld und der Gutsbezirk Borstel. Am Gericht bestand 1880 eine Richterstelle. Das Amtsgericht war damit ein kleines Amtsgericht im Landgerichtsbezirk.
Im Jahre 1910 wurde Oldesloe in Bad Oldesloe umbenannt, entsprechend änderte sich der Name des Amtsgerichts Oldesloe in Amtsgericht Bad Oldesloe. Mit dem Groß-Hamburg-Gesetz von 1937 wurde das Amtsgericht Bad Oldesloe dem Landgericht Lübeck zugeordnet. Im Jahre 2009 wurde das Amtsgericht Bad Oldesloe aufgelöst.

## Amtsgerichtsgebäude
Seinen Sitz hatte das Gericht zunächst im Rathaus der Stadt. Dieses wurde 1869 aufgestockt, um zusätzlichen Platz für das Gericht zu schaffen. 1952 bis 1965 nutzte das Gericht das Gebäude Mühlenstraße 22, in dem vorher die Stadtverwaltung untergebracht war. Beide Gebäude stehen unter Denkmalschutz. Das spätere Amtsgerichtsgebäude Beer-Yaacov-Weg 1 wird heute als Kultur- und Bildungszentrum genutzt.